# Bruno Lademann
Bruno Lademann (* 19. Mai 1877 in Zittau; † 18. Januar 1972 ebenda) war ein deutscher Maler, Grafiker und Kunstpädagoge.

## Leben und Werk
Lademann absolvierte von 1891 bis 1893 das Königliche Lehrerseminar in Löbau. Danach besuchte er kurzzeitig die Staatliche Akademie für Kunstgewerbe Dresden. Er fand Anstellung als Lehrer in Reichenau, dann in Zittau und bis 1920 in Chemnitz. Das Adressbuch verzeichnete ihn dort 1919 als Realgymnasialoberlehrer mit Wohnung in der Eulitzstraße 7. 1920 ließ Lademann sich dauerhaft in Zittau nieder. Dort arbeitete er als Zeichenlehrer und Kunsterzieher an der Höheren Mädchenschule, erst als Oberlehrer, später als Studienrat.
Daneben betätigte er sich als Maler, Aquarellist, Zeichner und Grafiker, vor allem Radierer. Er stellte mit Vorliebe Ansichten von Zittauer Plätzen und Straßen dar, häufig mit lebhafter Figurenstaffage. So schuf er u. a. in den 1930er Jahren eine Folge von Federzeichnungen mit Zittauer Motiven, die 1940 von der Lehrwerkstadt der Handwerkerschule Zittau verlegt wurden. Außerdem übernahm er gebrauchsgrafische Aufträge und veröffentlichte er einige kunstpädagogische Arbeiten. 
In der Zeit des Nationalsozialismus war Lademann Mitglied der SA. und der Reichskammer der bildenden Künste. 
Nach dem Ende des Zweiten Weltkrieges begann Lademann in Zittau als freiberuflichen Künstler zu arbeiten. Er galt als einer der wichtigen Zittauer Künstler. Er wurde Mitglied des Verbands Bildender Künstler der DDR, dort wegen seiner politischen Vergangenheit jedoch gemieden.
Bilder Lademanns befinden sich u. a. in den Städtischen Museen Zittau.

## Werke

### Zeichnungen
- Am Schreckenstein bei Aussig (Federzeichnung, um 1926)[3]
- Köpfe berühmter Lausitzer. 14 Federzeichnungen mit kurzen Lebensbeschreibungen von Studienrat Bruno Lademann. Druck und Verlag der Zittauer Nachrichten, Zittau, 1933

### Kunstpädagogische Publikation
- Schmückendes Zeichnen – Ein Beitrag zur Methodik des Zeichenunterrichts an Volks- und höheren Schulen. Martin & Fischer, Chemnitz, 1910

## Ausstellungen (unvollständig)

### Postume Einzelausstellungen
- 2014: Zittau, Christian-Weise-Bibliothek (Vitrinenausstellung „Unbekannter Lademann“)[4]
- 2022: Zittau, Städtische Museen[5]
- 2022: Zittau, Kulturhistorisches Museum Franziskanerkloster[6]

### Ausstellungsbeteiligungen
- 1910: Chemnitz, Kunsthütte (Dezember-Ausstellung)
- 1942: Dresden, Räume des Sächsischen Kunstvereins auf der Brühlschen Terrasse (Kunstausstellung der SA)
- 1948: Bautzen, Stadtmuseum („2. Jahresausstellung Lausitzer bildende Künstler“)[7]

## Weblink
- https://www.alles-lausitz.de/ueber-den-daechern-von-zittau-in-den-staedtischen-museen.html